# Ficalbia
Ficalbia is een muggengeslacht uit de familie van de steekmuggen (Culicidae).

## Soorten
- F. circumtestacea (Theobald, 1908)
- F. ichiromiyagii Toma & Higa, 2004
- F. jacksoni Mattingly, 1949
- F. ludlowae Brunetti, 1920
- F. malfeyti (Newstead, 1907)
- F. minima (Theobald, 1901)
- F. nigra (Theobald, 1901)
- F. uniformis (Theobald, 1904)